# 5140 Kida
5140 Kida eller 1990 XH är en asteroid i huvudbältet som upptäcktes den 8 december 1990 av de båda japanska astronomerna Seiji Ueda och Hiroshi Kaneda i Kushiro. Den är uppkallad efter den japanske målaren Kinjirō Kida.
Asteroiden har en diameter på ungefär 19 kilometer.